# Старосілля (Бєлгородська область)
Старосілля (рос. Староселье) — село у Красноярузькому районі Бєлгородської області Російської Федерації.
Населення становить 191 особу. Входить до складу муніципального утворення Теребренське сільське поселення.

## Історія
Згідно із законом від 20 грудня 2004 року № 159 від 20 грудня 2004 року органом місцевого самоврядування є Теребренське сільське поселення.

## Населення
| 2002 | 2010 |
| ---- | ---- |
| 228  | ↘191 |